# Lijst van rijksmonumenten in Vijlen
De plaats Vijlen telt 13 inschrijvingen in het rijksmonumentenregister. Hieronder een overzicht.
| Object | Oorspronkelijke functie? | Bouwjaar                                                     | Architect | Locatie                     | Coördinaten?                  | Nr.?  | Afbeelding                                                      |
| --- | ------------------------ | ------------------------------------------------------------ | --------- | --------------------------- | ----------------------------- | ----- | --------------------------------------------------------------- |
| Voormalige Kapelanie, vakwerk met latere voorgevel van baksteen | Kerkelijke dienstwoning  | 1839                                                         |           | Vijlenberg 123              | 50° 47' 15" NB, 5° 57' 50" OL | 36705 | Voormalige Kapelanie, vakwerk met latere voorgevel van baksteen |
| Haakvormige hoeve van vakwerk, mergel en breuksteen | Boerderij                | 18e eeuw                                                     |           | Hopschet 18                 | 50° 47' 11" NB, 5° 57' 54" OL | 36706 | Meer afbeeldingen                                               |
| Hoeve van breuksteen en vakwerk met geschoord dakoverstek | Boerderij                | 17e eeuw                                                     |           | Hopschet 16                 | 50° 47' 11" NB, 5° 57' 53" OL | 36707 | Meer afbeeldingen                                               |
| Bouwwerk op schegvormige plattegrond bestaande uit drie bouwdelen met verdieping onder met pannen gedekte zadeldaken, die aan de achterzijde tezamen lopen tot een zadeldak tegen puntgevel en aan de straatzijde elk tegen eigen puntgevel                                                           | Woonhuis                 | begin 20e eeuw (linker gedeelte) 19e eeuw (rechter gedeelte) |           | Vijlenberg 131              | 50° 47' 17" NB, 5° 57' 49" OL | 36708 | Meer afbeeldingen                                               |
| Panhuis van vakwerk | Boerderij                | 17e eeuw (woning) 18e eeuw (schuur)                          |           | Vijlenstraat 57             | 50° 47' 12" NB, 5° 57' 39" OL | 36709 | Meer afbeeldingen                                               |
| Herenhuis van baksteen met verdieping en zadeldak. Beneden omlijstingen van Naamse steen | Woonhuis                 | 1834                                                         |           | Vijlenstraat 53             | 50° 47' 12" NB, 5° 57' 38" OL | 36710 | Meer afbeeldingen                                               |
| Munnikenhof, voormalige zetel van de heerlijkheid. Bakstenen gebouw met verdieping en zadeldak en in het midden van de achtergevel een uitbouw. Vensters vernieuwd. In de muur van de grotendeels moderne schuur is een steen ingemetseld met wapens van de ouders van abdis Henrica Raitz von Frentz | Boerderij                | 17e eeuw                                                     |           | Vijlenstraat 51             | 50° 47' 11" NB, 5° 57' 33" OL | 36711 | Meer afbeeldingen                                               |
| Vakwerkhuis met verdieping en zadeldak; lage aanbouw | Woonhuis                 | 18e eeuw (huis en aanbouw)                                   |           | Vijlenstraat 18             | 50° 47' 1" NB, 5° 57' 35" OL  | 36712 | Meer afbeeldingen                                               |
| Vakwerkhoeve (gesloopt), staat nu nieuwbouw | Boerderij                | 18e-19e eeuw                                                 |           | Groenenweg 10               | 50° 46' 52" NB, 5° 57' 39" OL | 36713 | Vakwerkhoeve (gesloopt), staat nu nieuwbouw                     |
| Twee vakwerkhuizen onder een kap; topgevel in baksteen vernieuwd | Boerderij                | 18e eeuw                                                     |           | Groenenweg 16               | 50° 46' 50" NB, 5° 57' 31" OL | 36714 | Meer afbeeldingen                                               |
| Vakwerkhuis met verdieping en zadeldak, met geschoord overstek. Tot kruisvensters gekoppelde tweelichtvensters, dichtgemetseld | Boerderij                | 17e eeuw                                                     |           | Groenenweg 18               | 50° 46' 50" NB, 5° 57' 31" OL | 36715 | Meer afbeeldingen                                               |
| Sint-Martinuskerk | Kerk en kerkonderdeel    | 1860-1862                                                    | C. Weber  | Vijlenberg 72               | 50° 47' 16" NB, 5° 57' 48" OL | 36716 | Meer afbeeldingen                                               |
| Terrein waarin sporen van een ijzersmelterij | Archeologisch monument   | mogelijk Romeinse Tijd                                       |           | Terrein ten noorden Camerig | 50° 46' 30" NB, 5° 55' 28" OL | 47154 | Terrein waarin sporen van een ijzersmelterij                    |